# Poetika
Poetika je područje znanosti o književnosti koje se bavi teorijom pjesništva, pjesničkim formama i načinima izražavanja. Naziv je dobila prema grčkom ποιητική τέχνη (poietike tekhne), značenja vještina pjesništva ili vještina stvaralaštva.